# Delias wollastoni
Delias wollastoni is een vlindersoort uit de familie van de Pieridae (witjes), onderfamilie Pierinae.
Delias wollastoni werd in 1915 beschreven door Rothschild.